# Conseil présidentiel pour l'Afrique
Pour les articles homonymes, voir Conseil présidentiel.
Le Conseil présidentiel pour l’Afrique (CPA) est une organisation étatique française, fondée par le président Emmanuel Macron en août 2017. Elle réunit des personnalités issues de la société civile, membres ou non de la diaspora africaine. Elle a pour objectif d'apporter au président de la République un éclairage original sur les enjeux de la relation entre la France et les pays du continent africain.

## Contexte
La création du Conseil présidentiel pour l'Afrique s'inscrit, selon ses promoteurs, dans la lignée des engagements d'Emmanuel Macron en faveur d'un « renouvellement » du partenariat entre la France et les pays du continent africain,.

## Missions
Les missions affichées du Conseil présidentiel pour l’Afrique consistent à :
- apporter un éclairage au président de la République sur les enjeux de la relation entre la France et l'Afrique ;
- formuler des propositions d'actions relatives à la relation entre la France et l'Afrique sur des sujets tels que l'entrepreneuriat, l’innovation, le développement durable et l’éducation, la santé, etc. ;
- faire part au président de la République de la perception de la France et de sa politique en Afrique par les Africains eux-mêmes, notamment les jeunes générations ;
- développer un lien avec la société civile africaine et ses diasporas afin de prendre davantage en compte leurs préoccupations.

Le Monde décrit en 2018 le CPA, « outil controversé du « soft power » » français, comme « un objet difficile à cerner ».

## Membres et structure
Le CPA est constitué de 11 membres de la société civile, désignés par Emmanuel Macron.
Ces membres sont :
- Wilfrid Lauriano do Rego, franco-béninois, 58 ans, président du conseil de surveillance de KPMG France ;
- Diane Binder, française, 39 ans, directrice adjointe du développement international du groupe Suez ;
- Jeremy Hajdenberg, français, 45 ans, directeur général adjoint investissement au sein d'I&P ;
- Yvonne Mburu, kényane, 37 ans, chercheuse et scientifique, fondatrice et PDG de Nexakili, cofondatrice et coprésidente de la French-African Foundation ;
- Vanessa Moungar, franco-tchadienne, 34 ans, Responsable Diversité et Inclusion à LVMH.
- Sarah Toumi, franco-tunisienne, 31 ans, entrepreneuse dans le développement durable :
- Patrick Fandio, français d'origine camerounaise, 44 ans, journaliste et grand reporter ;
- Florelle Manda, française d’origine congolaise et sénégalaise, 39 ans, journaliste et présentatrice ;
- Aché Coelo, franco-tchadienne, 33 ans, sociologue et réalisatrice ;
- Mbaye Fall Diallo, franco-sénégalais, 38 ans, professeur des universités ;
- Bourry Ndao, franco-sénégalaise, 41 ans, entrepreneur et directrice générale de CreditMe.fr.

Anciens membres
- Jules Armand Aniambossou, actuel ambassadeur de France en Ouganda
- Karim Sy, fondateur de Jokkolabs ; il a conduit l'initiative Digital Africa annoncée par le président Emmanuel Macron à Vivatech (2018)
- Jimmy Adjovi-Boco
- Nomaza Nongqunga Coupez
- Liz Gomis qui a renforcé l'équipe en 2020

## Fonctionnement et gouvernance
L'animation et la coordination des travaux du CPA est assuré par le Coordonnateur, désigné parmi les membres. Wilfrid Lauriano do Rego a succédé à ce poste à Jules-Armand Aniambossou en juillet 2019.
Le CPA est une structure indépendante qui ne figure pas dans l’organigramme de l’Élysée. Les membres ne sont pas rémunérés au titre de leur fonction.
Le CPA dispose de manière permanente d'un bureau dédié dans les locaux de l'Agence française de développement (AFD), afin de permettre les réunions du Conseil, et pour la tenue de son secrétariat.[réf. souhaitée]
Le CPA est doté d'un budget de fonctionnement de 100 000 euros, d’un secrétaire général, et d'un chargé de communication pour faire connaitre son action.

## Action
Le 14 octobre 2019, sous l’impulsion du Coordinateur Wilfrid Lauriano do Rego, le CPA a organisé une conférence à Sciences-Po Paris sur l’avenir du Franc CFA réunissant des économistes africains.
Pendant la crise du Covid-19, le CPA a mis en place une veille qui a permis d’identifier une soixantaine de projets innovants, portés par la société civile africaine et par les acteurs de la diaspora, dans les domaines de la santé et de la prévention.
Durant cette période, le CPA a également entamé un 'tour de France' pour rencontrer les diasporas africaines et leurs entrepreneurs. Commençant par Bordeaux, cette série de rencontres s'est poursuivie à Lyon et à Marseille pour finir à Paris, avec le parrainage de la Présidence de la République mais également de la Ministre déléguée chargée de l'égalité femmes - hommes, Elisabeth Moreno. Ces conférences-débat ont abouti en février 2021 à la publication de sept recommandations pour améliorer l'accompagnement des entrepreneurs de la diaspora, et en particulier faciliter leur accès aux financements.
Wilfrid Lauriano do Rego a rappelé l'importance de la question écologique. Le Conseil présidentiel pour l’Afrique est un des membres fondateurs de la coalition IAM Africa (International Agroecological Movement for Africa), une initiative dévoilée en janvier 2021 à l’occasion du One Planet Summit de Paris. Cette coalition d’acteurs publics et privés vise à développer les filières agropastorales en Afrique, et à redynamiser le projet de Grande Muraille Verte africaine, lancé en 2002 pour enrayer la désertification au Sahel.